# Eugène Simon
Eugène Simon, (født 30. april 1848, død 17. november 1924), var en fransk zoolog, med speciale i Edderkopper. Han arbejdede primært med deres systematik og kategoriseret og navngav et stort antal edderkoppearter. Han skabte også slægterne Anelosimus, Psellocoptus og Phlogius.
Simon arbejdede også med systematik af kolibrier. 
Autornavnet Simon kan bruges for Eugène Simon sammen med et videnskabeligt artsnavn inden for botanikken. (Wikipedia-artikler der bruger autornavnet)